# Oral-B
Oral-B é uma marca de pasta de dente e outros produtos de higiene bucal comercializada pela Procter & Gamble desde 2005, ano em que essa empresa comprou a Gillette.
Os produtos da marca Oral-B inclui escovas dentais, cremes dentais, fio dentais e enxaguantes bucais. 

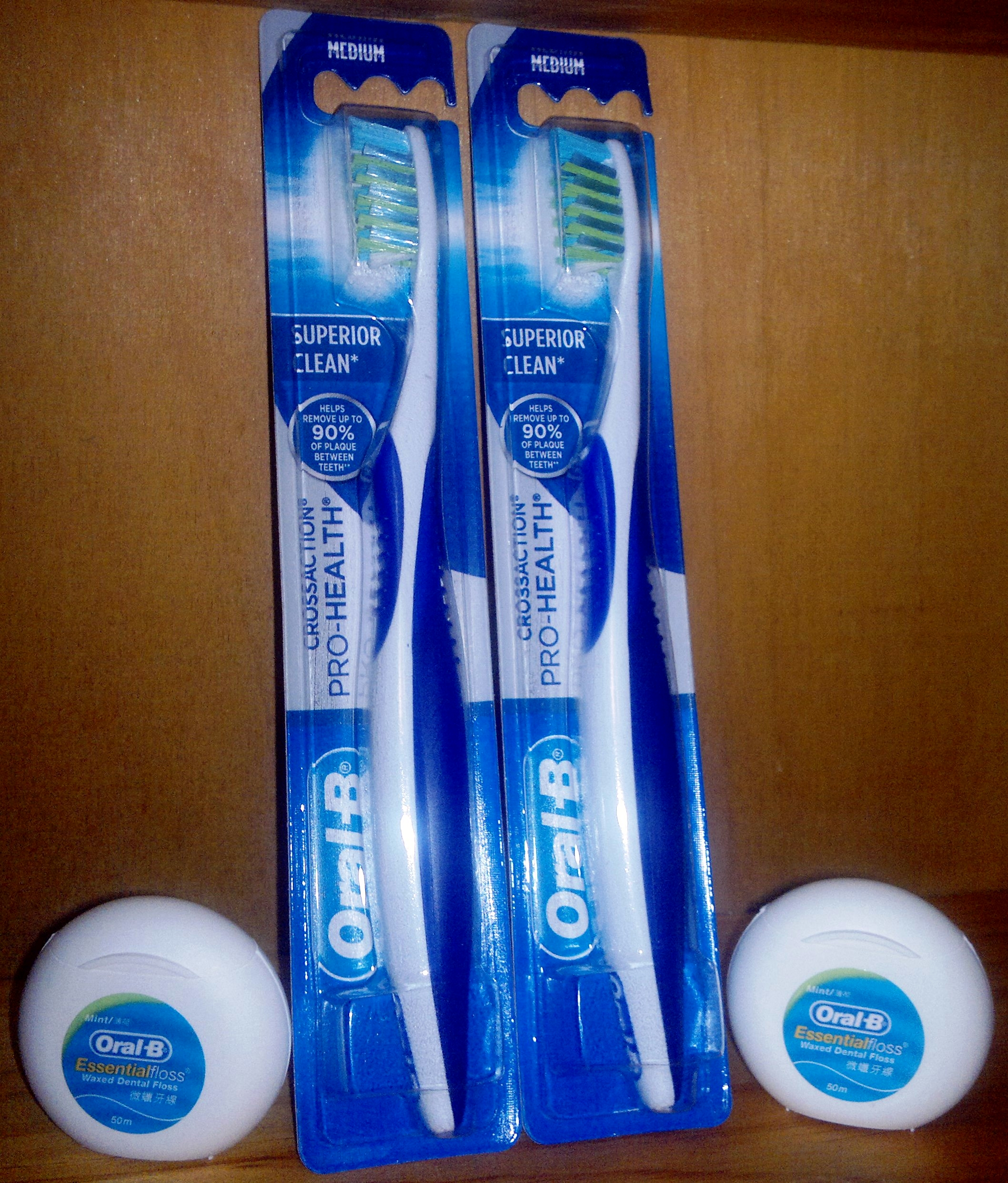
Exemplos de escova e fio dental Oral-B